# Untoter

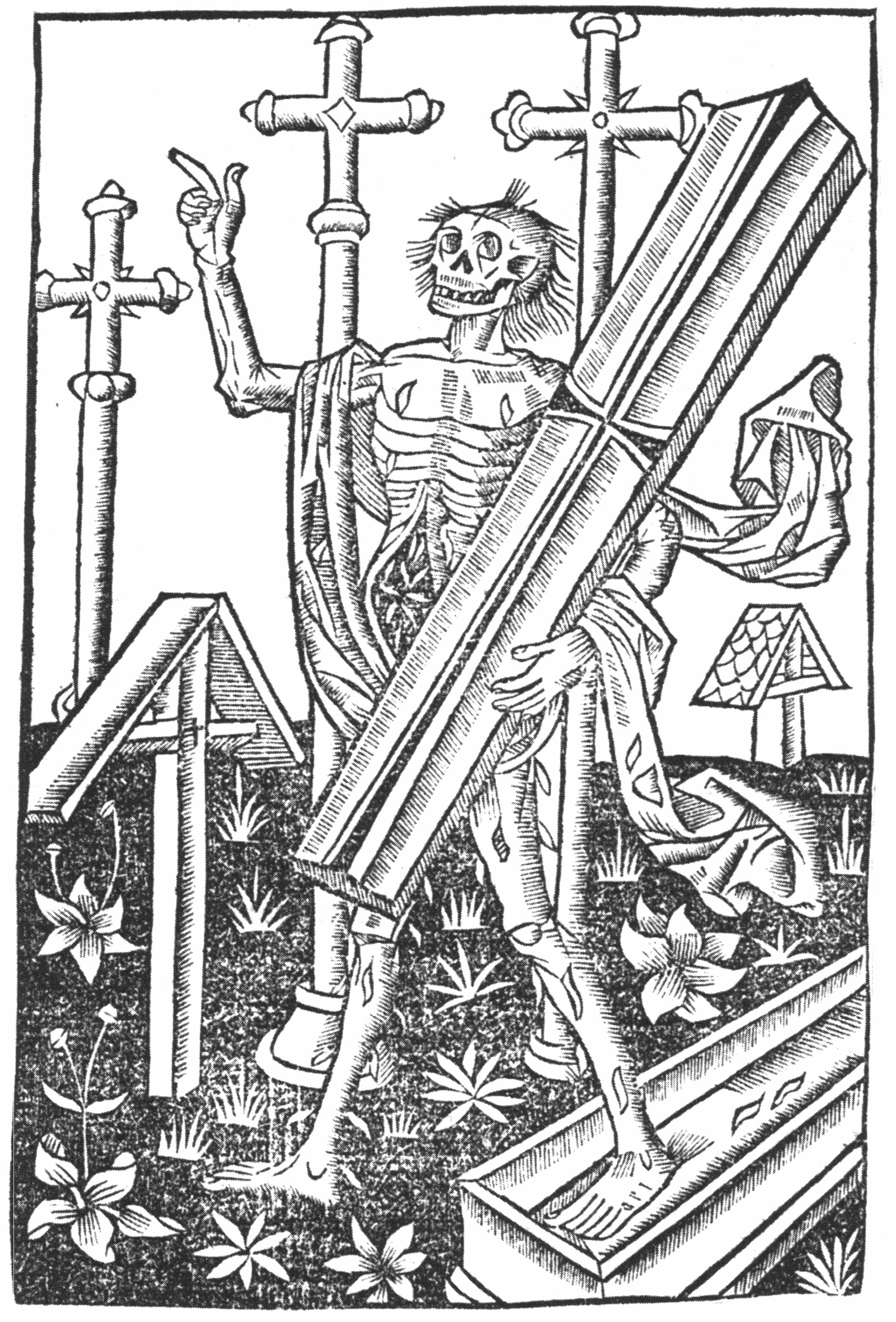
Ein Untoter verlässt sein Grab
(Inkunabel aus dem 16. Jh., Bayerische Staatsbibliothek, München)

Als Untote bezeichnet man phantastische Wesen, die bereits verstorbene Menschen verkörpern, welche sich körperlich weiter unter den Lebenden aufhalten oder zu ihnen zurückkehren. Untote entstammen der Mythologie, der Folklore und der Religion. Als Nachlebende befinden sie sich in einem körperlich-seelischen Zustand zwischen Leben und Tod. Im Horrorgenre werden Untote als Vampire, Zombies oder Wiedergänger dargestellt.

## Etymologie
Das Wort Untoter ist ein Lehnwort aus dem Englischen (undead), wo es seit dem 15. Jh. in der Bedeutung „nicht tot, lebendig“ belegt ist. Im heutigen Sinn wurde es zuerst von Bram Stoker in seinem 1897 erschienenen Roman Dracula (als Un-Dead) verwendet (vgl. auch Nosferatu (Sagengestalt)).

## Untote in Volksglauben, Märchen und Religion
Erzählungen von Untoten gehören zu den narrativen Ausprägungen des kulturhistorisch weit verbreiteten Totenglaubens. Die Nekrophobie (Angst vor der Rückkehr von Toten) ist ein weit verbreiteter Topos in Mythologie und Bestattungskultur. Bereits aus der Jungsteinzeit ist ein Grab in Pinnow (Uckermark) erhalten, in dem der Leichnam mit einem Findling beschwert wurde, vermutlich, um eine Rückkehr des Toten zu verhindern.
In Kulturen wie der christlichen, die die Endgültigkeit des Todes verneinen, sind sie ein Ausdruck der Überzeugung, dass Lebende über das Grab hinaus Beziehungen mit den Toten unterhalten. Die Vorstellung von lebenden Leichen und ruhelosen Toten wird – wiewohl quellenmäßig nicht belegbar – mit germanisch-mittelalterlichen Auffassungen in Verbindung gebracht. Christlich geprägt ist dagegen die Ansicht, die wiederkehrenden Toten fänden nach ihrer Erlösung ihre ewige Ruhe in Frieden bei Gott. Die Ursachen für die Ruhelosigkeit der Toten liegen zumeist in irdischen Verfehlungen, Versäumnissen oder bleibenden Bindungen an das Diesseits. Tote suchen in der Welt der Lebenden nach unerfüllten Forderungen, überbringen Botschaften, büßen oder üben Rache für eine nicht abgegoltene Schuld. Auch die absichtliche oder versehentliche Störung der Totenruhe durch Lebende ist ein häufiger Anlass für ihr Erscheinen. Aus diesen Ursachen ergeben sich auch die ambivalenten Züge der Untoten im Verhältnis zu den Lebenden und ihr diesen gegenüber zumeist feindseliges, lästiges, aggressives und gefährliches Verhalten. Dabei beruht die Gefährlichkeit der Toten auf ihren besonderen Kräften.
Die Vorstellung von einem Untoten kann sich von der des Gespenstes oder anderer Geistwesen dadurch unterscheiden, dass man Letztere als körperlich tote und nur noch geistig oder seelisch aktive Lebensformen betrachtet, während Untote meist im Gegenteil als geistig und seelisch tote, nur noch körperlich anwesende Schattenwesen imaginiert werden. Körperlich treten lebende Tote als theriomorphe (tiergestaltige) und anthropomorphe (menschenartige) Gestalten in Erscheinung.
Eine verbreitete Erscheinungsform des Untoten ist der Vampir, der in seiner klassischen Ausprägung in Südrumänien, Griechenland und Serbien vorkommt. In Transsilvanien, der Heimat der Roman- und Filmfigur Dracula, werden Untote als Strigoi morți (deutsch tote Strigoi) und Moroi bezeichnet.
In den Yoruba-Religionen, wie zum Beispiel dem Voodoo, spielt der Glaube an von Hexern beherrschte Zombies eine große Rolle. In anderen Mythologien agieren Untote dagegen unabhängig von äußeren, sie kontrollierenden Mächten. Aus der russischen Mythologie stammt die Figur des Koschtschei, der seine Seele getrennt von seinem untoten Körper aufbewahrt.
Den Lebenden können Untote auf verschiedene Weise Schaden zufügen. Am bekanntesten ist das Blutsaugen der Vampire. Nach den ältesten Berichten sollen die untoten Wiedergänger ihre Opfer gewürgt und Krankheiten und Seuchen verbreitet haben. Andere Untote, so genannte Aufhocker, hocken den Lebenden auf und lassen sich tragen, bis ihre Opfer erschöpft oder tot zusammenbrechen. Häufig anzutreffen ist das Motiv, dass ein Mensch, der sich einem Untoten nähert, eine heftige Ohrfeige oder ein bleibendes Mal auf seinem Körper erhält. Neben Untoten, die aus ihren Gräbern steigen, gab es im europäischen Volksglauben auch den Nachzehrer, einen im Grab liegenden Toten, der von dort aus durch Körperöffnungen den Hinterbliebenen die Lebenskraft absaugen und sie ebenfalls in den Tod ziehen kann.
Um den deutschen Magier Agrippa von Nettesheim rankte sich eine schon zu seinen Lebzeiten verbreitete Geschichte, er habe zur Tarnung eines Verbrechens den Leichnam eines Toten in einer Weise wiederbelebt, dass dieser eine Zeitlang als Untoter über den Marktplatz wandelte, wo er schließlich umfiel und für alle sichtbar erneut „gestorben“ sein soll.
Eine Sonderform von Untoten verkörpern in der spätromantischen Erzählung Das kalte Herz von Wilhelm Hauff der Holländer-Michel und seine Opfer, die bereits vor ihrem physischen Tod einen untoten Zustand erreichen, indem sie ihr Herz durch einen Stein ersetzen und dadurch die Fähigkeit zu Menschlichkeit und Mitgefühl verlieren.

## Moderne Adaptionen
Untote verschiedenster Art tauchen als fiktive Figuren oft in Fantasy-Literatur sowie in Massenmedien wie Filmen und Computer- und Konsolenspielen auf. Dabei werden den aus den diversen mythologischen Kontexten bekannten untoten Gestalten in den verschiedenen Medienentwicklungen häufig sehr unterschiedliche Eigenschaften zugeschrieben; eine allgemeingültige Klassifikation solcher Spiel- und Unterhaltungsfiguren gibt es nicht. Oft sind es Schwarzmagier oder Nekromanten, die Untote erschaffen oder beschwören. Vielfach treten sie in Horden niederer Untoter wie Zombies, Ghule oder wandelnder Skelette auf, die den Spiel-, Film- oder Romanhelden bedrohen, angreifen bzw. von ihm besiegt werden müssen. Eine besondere Form des Untoten ist der Lich, ein mächtiger Schwarzmagier, der das Untotendasein willentlich als eine Form der Unsterblichkeit wählt, um sich intensiver dem Studium der Magie zu widmen.
Bisweilen wird der Begriff „Untote“ in Life Sciences und Kulturwissenschaften aufgenommen und unter diversen Perspektiven zur Beleuchtung des Spannungsfelds zwischen Leben und Tod in der real existierenden Welt herangezogen.